# Teulada (Italia)
Teulada (nombre tradicional en sardo) es un municipio de Italia de 3.988 habitantes en la provincia de Cerdeña del Sur, región de Cerdeña. Está situado a 40 km al suroeste de Cagliari, en el valle de las montañas de Calcinaio, Narbone Mannu y San Micheli.
Entre los lugares de interés se encuentran las iglesias de Madonna del Carmelo y de San Francesco.

## Evolución demográfica
| Gráfica de evolución demográfica de Teulada entre 1861 y 2001 |
|                                                               |
| Fuente ISTAT - Elaboración gráfica de Wikipedia               |

## Hermanamientos
- Teulada